# 拉威族
拉威族，是老挝和泰國的南亞語系原住民。分布在老挝丘陵与泰北清邁和湄洪順一帶。

## 歷史
在5至10世紀，拉威人居住在泰國中部，並與孟族一起成為當今華富里（羅渦）的居民。直到公元1388年它被併入大城王國。
有證據表明，在泰族人到來之前，拉威人就居住在城市中。泰北的南奔和早期清邁就是他們建立，而緬甸撣邦城邦市景棟也是由他們和佤族建立，直到13世紀被蘭納的孟萊王奪取。
今天，那些沒有融入泰國主流社會的拉威人仍然過著傳統的生活方式，信奉萬物有靈論。與泰國的其他山地民族一樣，他們以非凡的工藝技能而聞名，尤其是鐵匠。